# Alm Nils Ersson
Alm Nils Ingmar Ersson, född 6 april 1942 i Mora församling, Kopparbergs län, är en svensk riksspelman och folkmusiker.

## Diskografi
- 1971 – Alm Nils och Kungs Levi spelar låtar. Tillsammans med Kungs Levi Nilsson.[3]

## Utmärkelser
- 1961 – Zornmärket i silver med kommentaren "För traditionsmedvetet och talangfullt låtspel".
- 2022 – Zornmärket i guld med kommentaren "För mästerlig gestaltning och traditionsrikt spel av låtar från leksandsbygden".